# Alexandre Garcia
Alexandre Eggers Garcia OBE (Cachoeira do Sul, 11 de novembro de 1940) é um jornalista, apresentador e colunista de política brasileiro, tendo sido porta-voz do último presidente da ditadura militar do Brasil, general João Batista Figueiredo. Em 2021, é contratado como comentarista da TV Jovem Pan News. É também colunista do jornal Gazeta do Povo, que, em abril de 2019, o listou entre os maiores influenciadores digitais da direita brasileira. Desde 2023, atua como colunista na Revista Oeste.
Atuou no Jornal do Brasil, na extinta TV Manchete e na TV Globo. Na Globo, onde trabalhou por mais de trinta anos, foi diretor de jornalismo em Brasília até 1995, quando foi afastado da função por ser considerado excessivamente governista. A partir de então tornou-se comentarista político do Bom Dia Brasil, função que exerceu até 2018.
Por sua cobertura jornalística durante a Guerra das Malvinas, foi condecorado pela rainha Elizabeth II com a Ordem do Império Britânico.

## Biografia
Aos sete anos já atuava como ator infantil na Rádio Cachoeira, em sua cidade natal, emissora em que seu pai, Oscar Garcia, era radialista. Aos quinze anos passou a ser locutor na Rádio Independente de Lajeado. Depois foi para Porto Alegre, onde fez o curso de comunicação social na Pontifícia Universidade Católica do Rio Grande do Sul (PUCRS). Sua carreira jornalística começou como estagiário na sucursal do Jornal do Brasil em Porto Alegre, na editoria de economia. Conciliava seu estágio no jornal, onde se especializou em Bolsa de Valores com um trabalho no Banco do Brasil. Terminado o estágio, foi contratado pelo Jornal do Brasil deixando o Banco do Brasil.
Em 1973 realizou o primeiro trabalho internacional em Montevidéu, cobrindo como enviado do JB, o fechamento do Congresso uruguaio, quando se instaurou a ditadura naquele país. Depois foi transferido para Buenos Aires, de onde cobriu a crise política argentina durante três anos. Depois de uma reportagem em que denunciou um esquema de corrupção na polícia rodoviária argentina, precisou deixar Buenos Aires às pressas. Retornando ao Brasil no final dos anos 70, Garcia foi trabalhar na sucursal em Brasília. Permaneceu durante dez anos no Jornal do Brasil. Com a eleição de João Figueiredo à presidência da República em 1979, tornou-se secretário de imprensa do governo.
Sua saída do governo foi envolvida em uma polêmica, depois que Garcia foi entrevistado pela revista masculina Playboy, sendo depois convidado também pela concorrente Ele & Ela. Em entrevista concedida em 2006 à revista Brasília em Dia, Garcia afirmou que Said Farhat, na época ministro da Secretaria de Comunicação Social havia respondido com palavras de baixo calão à carta de uma mulher que continha também ofensas ao presidente, e que a revista Veja teve acesso a essa carta do ministro. A revista semanal publicou uma matéria de capa, em que colocava além da carta, uma foto de Garcia na matéria da revista masculina, coberto do tórax para baixo. O título na capa era "Vulgaridade palaciana: enquanto o ministro da Comunicação Social usa palavras de baixo calão em carta, o sub-secretário de Imprensa nacional se deixa fotografar sob os lençóis em uma revista masculina". Segundo Garcia, a situação desencadeou uma crise política entre ele e Farhat e por isso decidiu deixar o governo.
Foi contratado pela TV Manchete em 1983, como jornalista na sucursal em Brasília. Nessa época, como correspondente internacional, cobriu as guerras do Líbano, os desdobramentos da Guerra das Malvinas, a Guerra de Angola e a Guerra da Independência da Namíbia. Retornando ao Brasil no final dos anos 80, foi convidado para trabalhar na redação TV Globo em Brasília.
Em seu início na Globo, Garcia apresentava um quadro de crônicas no programa dominical Fantástico, em que apresentava personalidades da política em situações cômicas. Foi também repórter especial do Jornal Nacional, do Jornal Hoje e do Jornal da Globo. Em 1988, cobriu a promulgação da Constituição de 1988 e as eleições presidenciais de 1989. Antes das eleições, apresentou o programa Palanque Eletrônico com Joelmir Beting, com entrevistas dos candidatos à presidência. No segundo turno, foi um dos mediadores nos debates entre os candidatos Lula da Silva e Fernando Collor.
De 1990 a 1995, foi diretor de jornalismo da TV Globo Brasília, período em que cobriu a posse de Fernando Collor e a decretação do Plano Brasil Novo, conhecido como Plano Collor. Com Joelmir Beting, Paulo Henrique Amorim e Lillian Witte Fibe, procurava esclarecer as dúvidas dos telespectadores com relação ao novo plano econômico.
O jornalista também cobriu a ECO-92, o processo de impeachment de Fernando Collor, a implantação do Plano Real e as eleições de Fernando Henrique Cardoso em 1994 e 1998. Em 1993, estreou no Jornal da Globo como comentarista político. De 2000 a 2011 apresentou e foi o editor-chefe do telejornal local DFTV - 1ª Edição. Também realizou a cobertura especial das eleições presidenciais de 2002, 2006 e 2010. É autor do livro Nos Bastidores da Notícia, lançado pela Editora Globo em 1990. Assinou artigos para jornais brasileiros, fazendo comentários políticos para oitenta emissoras de rádio. Passou a apresentar o programa Espaço Aberto na GloboNews em 1996. A partir de 2012, o programa passou a se chamar GloboNews Política e depois mudou novamente de nome para GloboNews Alexandre Garcia. No dia 28 de dezembro de 2018, Alexandre deixou a Rede Globo após trinta anos.
Em março de 2020, foi contratado pelo Canal Rural, onde passou a comentar nos programas "Rural Notícias" e "Mercado & Companhia". e em julho de 2020, foi contratado para integrar o time de comentaristas da CNN Brasil. Foi demitido da CNN em setembro de 2021, sendo contratado dois meses depois pela TV Jovem Pan News.
Garcia entrou para a Revista Oeste em 2023, onde atua como colunista, o jornalista mantém seu posicionamento político em suas matérias, assim como outros colunistas da revista. A revista criada em 2020 cria temas polêmicos, tais como críticas ao Governo Lula e à esquerda brasileira. O jornalista segue firme nesse caminho de críticas contra Lula e seus aliados, e é ocasionalmente acusado de fake news por opositores políticos.

## Controvérsias
Em comentário na rádio CBN, em maio de 2010, afirmou que o Ministério da Saúde estaria fazendo "uma maluquice" ao estimular a gravidez de mulheres portadoras do HIV. Sua declaração gerou protestos dos ativistas de movimentos sociais.
Em 14 de janeiro de 2016, ao comentar sobre o aumento de 40,88% das vagas para estudantes de escola pública no Programa de Avaliação Seriada (PAS) da Universidade de Brasília (USB), o apresentador afirmou: "Temos que pensar na qualidade do ensino. Aqui em Brasília, é tudo na base do pistolão, do empurrãozinho. A tradução disso são as cotas. Só 67 (dos alunos das escolas públicas) entraram por mérito... Sem a humilhação de receber empurrãozinho".
Em 2 de fevereiro de 2017 causou polêmica ao publicar em sua conta no Twitter que feminicídio, uma forma de homicídio qualificado, seria um novo crime. Disse Garcia: "É invenção de quem pensa que homicídio é matar hômi. Mas homicídio não é matar primata do gênero humano, da espécie Homo sapiens – não importa o sexo? Ou a biologia já sanciona mulher sapiens"? E ainda indagou: "Então o assassinato de homem vulnerável seria androcídio?"
Garcia tem se envolvido em controvérsias por seu alinhamento com o bolsonarismo, e por apoiar tratamentos sem comprovação científica para COVID-19. No dia 27 de julho de 2020, dia da sua estreia CNN Brasil, foi alvo de críticas por defender a eficácia da hidroxicloroquina no tratamento do novo coronavírus e usou como exemplo a recuperação do presidente Jair Bolsonaro. Ainda no programa, Garcia acusou a imprensa de ter discurso "mandado", por não defender medicamentos que segundo ele possuem "eficiência comprovada". A hidroxicloroquina, segundo estudos clínicos, não possui eficiência comprovada contra Covid-19 e alguns estudos associam seu uso com o aumento do índice de mortalidade.
Em 24 de setembro de 2021, foi demitido da CNN Brasil por defender tratamentos sem comprovação científica para  COVID-19. Após um debate, no qual defendia o chamado "tratamento precoce", a emissora emitiu uma nota de rescisão de contrato por conta de seus posicionamentos que, segundo a CNN, vão contra a ciência.
No programa Oeste Sem Filtro da Revista Oeste, em 8 de setembro de 2023, Garcia acusou o Governo Lula de construir 3 represas pequenas que teriam as enxurradas. A suposta acusação sem apresentar evidências é invés de enchentes provocadas pelas fortes chuvas no Rio Grande do Sul que causam a morte de pelo menos 46 pessoas.